# Manzat
Manzat település Franciaországban, Puy-de-Dôme megyében. Lakosainak száma 1417 fő (2022. január 1.). Manzat Saint-Angel, Chapdes-Beaufort, Charbonnières-les-Varennes, Charbonnières-les-Vieilles, Loubeyrat, Pulvérières, Saint-Georges-de-Mons és Vitrac községekkel határos.

## Népesség
A település népességének változása:
| Lakosok száma | 1346 | 1366 | 1418 | 1371 | 1374 | 1387 | 1395 | 1408 | 1417 |
|               | 2013 | 2015 | 2016 | 2017 | 2018 | 2019 | 2020 | 2021 | 2022 |